# Henry Newbolt
Sir Henry John Newbolt (født 6. juni 1862 i Bilston i Staffordshire, død 19. april 1938 i Kensington i London) var en engelsk digter. 
Newbolt studerede i Oxford og senere jura ved Lincoln's Inn. Han praktiserede et par år som advokat, men blev så redaktør af Monthly Review (1900—04). Hans første litterære arbejde var 
det af Tennyson påvirkede blankversedrama Mordred (1895). Han har i en række digtsamlinger sekunderet Kipling som det britiske imperiums, særlig det engelske søvældes, sanger. Betydeligst er Admirals All (1897), The Island Race (1898) og Poems New and Old (1912). Han har også skrevet romaner som The Old Country (1906), The New June (1909) og The Twymans (1911). Et billigt udvalg af hans digte, Collected Poems, findes i The Nelson Library. Newbolt har tillige udgivet A Naval History of the War (1920) og An English Anthology (1921).